# Verkeersrecht
Het verkeersrecht omvat dat deel van het recht dat zich in ruime zin bezighoudt met wegenverkeersrecht, luchtrecht (of luchtverkeersrecht), binnenvaartrecht, spoorvervoersrecht en het zeerecht. In algemene zin wordt er meestal het recht mee bedoeld dat betrekking heeft op het verkeer op de openbare weg.

## Nederland
In Nederland is Wegenverkeerswet uit 1994 de basisregeling, waarop een groot aantal andere wettelijke regelingen zijn gebaseerd. Daarvan zijn de volgende de belangrijkste regelingen.
- De verkeersregels staan in het Reglement verkeersregels en verkeerstekens uit 1990.
- Het kenteken is geregeld in het Kentekenreglement,
- De eisen waaraan motorvoertuigen en aanhangwagens moeten voldoen zijn opgenomen in het Voertuigreglement.
- Het Besluit administratieve bepalingen inzake het wegverkeer (BABW) geeft de wegbeheerder voorschriften voor het plaatsen van verkeerslichten en verkeersborden het aanbrengen van tekens op de weg, en ook zaken als de invalidenparkeerkaarten en de aanstelling van verkeersbrigadiers. Voor het plaatsen of verwijderen van verkeersborden en dergelijke is een verkeersbesluit vereist.

Onder de naam Verkeersrecht wordt door de ANWB een vaktijdschrift uitgegeven, dat bedoeld is voor juristen en advocaten.

## België
In België is de basisregeling terug te vinden in de Wet betreffende de politie over het wegverkeer en in het Koninklijk Besluit houdende algemeen reglement op de politie van het wegverkeer en van het gebruik van de openbare weg. Dit Koninklijk Besluit is beter bekend als het Wegverkeersreglement of Wegcode.